# Front Unit Religiós
El Front Unit Religiós (hebreu: חזית דתית מאוחדת‎, transliterat: Hazit Datit Meyuhedet) fou una coalició política dels quatre partits religiosos ultraortodoxos d'Israel que es presentaren a les eleccions de 1949.

## Història
El Front Unit Religiós es va formar com una aliança dels quatre principals partits religiosos (Mizrahí, Ha-Poel ha-Mizrahí, Agudat Israel i Poalé Agudat Israel) per tal de presentar-se a les eleccions del 1949, la primera després de la independència d'Israel.
A les eleccions la llista va obtenir 16 escons, la tercera més representada a la Kenésset. Es va unir a la coalició de govern de David Ben-Gurion que incloïa el Mapai, el Partit Progressista, les Comunitats Sefardita i Oriental i la Llista Democràtica de Natzaret.
No obstant això, la llista creà problemes a la coalició de govern per la seva actitud diferent en l'educació en els nous campaments d'immigrants i el sistema d'educació religiosa. També van exigir Ben-Gurion el tancament del Ministeri de Racionament i Abastament i nomenar un home de negocis com a Ministre de Comerç i Indústria. Com a resultat d'això, Ben-Gurion va renunciar el 15 d'octubre de 1950. Després que es van resoldre les diferències, Ben Gurion van formar el segon govern l'1 de novembre de 1950, amb el Front Unit Religiós conservant el seu lloc a la coalició.
Abans de les eleccions de 1951 el grup es va dissoldre i els seus partits es van presentar a les eleccions per separat.